# Vukanovec
Vukanovec is een plaats in de gemeente Gornji Mihaljevec in de Kroatische provincie Međimurje. De plaats telt 264 inwoners (2001).